# Forræderne
Forræderne er en dansk film fra 1983.
- Manuskript Ole Roos efter roman af Erik Aalbæk Jensen.
- Instruktion Ole Roos.

Blandt de medvirkende kan nævnes:
- Allan Olsen
- Ole Meyer
- Sanne Salomonsen
- Frank Visti
- Baard Owe
- Lisbet Dahl
- Thomas Eje
- Ole Thestrup
- Esper Hagen
- Mette Munk Plum
- Astrid Saalbach
- Arne Skovhus
- Frits Helmuth
- Dick Kaysø
- Jesper Christensen
- Stig Hoffmeyer
- Ingolf David
- Lone Kellermann
- Lene Tiemroth
- Claus Nissen
- Ib Mossin
- Søren Strømberg
- Tove Wisborg
- Finn Nielsen
- Finn Arvé
- Hans Christian Ægidius
- Niels Hausgaard
- Holger Vistisen